# Landhuis Brievengat
Landhuis Brievengat, ook wel Plantage "Hoop", is een voormalig 18e-eeuws plantagehuis op Curaçao in de wijk Brievengat.
Het landhuis is rond 1750 gebouwd. Het hoorde bij een omliggende plantage dat in het verleden een grootte van 500 hectare had. Het landareaal werd zowel voor landbouw als veeteelt gebruikt. Belangrijke gewassen op de plantage waren de agave en mais.
Het huis ligt op een verhoogd plateau. Zowel aan de voor- als achterkant is een zuilengalerij aangelegd. Aan de voorkant ligt een breed terras met twee torens. Het huis is een monument.

## Geschiedenis
De plantage werd rond 1750 gebouwd. Al snel daarna kwam het in handen van Samuel de Casseres, die al in 1760 werd opgevolgd door Daniel Ellis. Vanaf het overlijden van Ellis tot 1800 is er niet veel bekend over het landhuis. Maar nadat het eiland rond 1800 werd bezet, kwam het huis in handen van Johan Heinrich Gravenhorst, een Duitse militair uit Burtscheid. Na zijn overlijden in 1814 bleef het huis in handen van zijn echtgenoot Anna Catharina Gravenhorst-Berch. Op zijn hoogtepunt in 1820 werkten 58 slaven op de plantage. In 1843 werd de plantage verkocht aan hun zoon Jacob Bennebroek Gravenhorst. In 1847 verkocht deze de plantage echter weer aan Cornelis Jz. Sprock voor 8000 gulden. Na 16 jaar de plantage in bezit te hebben gehad werd in 1863 de slavernij werd afgeschaft. Hierna werkten geen slaven meer op het landgoed, maar betaalde arbeiders. 
In het jaar 1877 raakte het huis beschadigd door een orkaan die op het eiland zelf ook wel Orkan Grandi wordt genoemd. De plantage zelf was ook ernstig beschadigd en 75% van het vee kwam om. Sprock verkocht hierna de plantage aan de familie Noël.  
Toen Shell in 1912 een concessie kreeg in olievelden rond Venezuela en in 1918 op het eiland olieraffinaderij Isla werd geopend, was het helemaal gedaan met de plantage. De arbeiders die er na de afschaffing van slavernij waren komen werken, vertrokken naar de stad. Hier kon onafhankelijk van het jaargetij goed geld worden verdiend. De plantagehouders vertrokken en de gebouwen raakten langzaam in verval. 
Het terrein kwam in 1929 in de handen van de Curaçaose Petrolium Industrie Maatschappij (CPIM), die het wilde gebruiken voor de waterwinning. Het gebouw was vervallen en renovatie werd te duur gevonden. Het gebouw zou worden gesloopt. Dit werd echter voorkomen toen in 1954 de Stichting Monumentenzorg Curaçao werd opgericht met 100 gulden het Prins Bernard Antillen Fonds en 75.000 gulden van Bernard van Leer, die bij zijn vertrek van het eiland iets achter wilde laten voor het eiland. Landgoed Brievengat werd in 1955 door de CPIM geschonken aan de stichting met vier hectaren grond en een gedrag van 5000 gulden. De stichting had nu rond de 80.000 gulden, nog steeds niet genoeg voor de geschatte 150.000 gulden voor de restauratie van het landhuis. Maar met een subsidie van het eiland en gelden uit de Landsloterij moest de restauratie haalbaar zijn. Op 18 juni 1955 werd de eerste steen gelegd. 
Eind 1956 was de bouw klaar en kon het landhuis weer geopend worden. Een bestuurslid van de stichting trok het pand in als huurder. 
Tot in het jaar 2000 was in het huis een museum gevestigd. Van 2009 tot 2014 werd het huis gerenoveerd, waarna het een horecagelegenheid werd. Door de coronacrisis is de toekomst van het landhuis weer onbekend. 